# Bruno Kovačević
Bruno Kovačević (Zagreb, 27. rujna 1967.) hrvatski je urednik i novinar HRT-a. Bio je glavni urednik svih HRT-ovih televizijskih programa i glavni urednik sportske rekreacije HTV-a
U djetinjstvu je trenirao nogomet i skijanje. Bruno Kovačević je diplomirao na Kineziološkom fakultetu u Zagrebu. Od 1992. radi u Sportskom programu Hrvatske televizije. Između 1992. i 1994. surađivao je s CNN-om na emisiji „World Report”. Dvaput je bio urednik Sportskog programa HTV-a: od 2002. do 2004. te od 2007. do 2011. godine. Godinu dana, od 2011. do 2012., obnašao je dužnost glavnog urednika HTV-a. Nakon toga, do 2016. godine, vodio je Produkcijski odjel Sport Hrvatske radiotelevizije. Za njegova mandata glavnoga urednika HRT-ovih televizijskih programa pokrenuti su programi HRT – HTV 3 i HRT – HTV 4. Tijekom godina radio je kao: voditelj projektnih timova, komentator sportskih događanja i urednik. Bio je uključen u velike sportske projekte HRT-a, posebice pokrivanje Olimpijskih igara. Sudjelovao je u prijenosima i izvještavanju s brojnih Olimpijskih igara, uključujući: Ljetne olimpijske igre: (Sydney, Atena, Peking, Rio de Janeiro i dr.) i Zimske olimpijske igre: (Nagano, Salt Lake City, Soči, Vancouver, Torino i dr.)
Autor je više nagrađenih dokumentarnih filmova koji se bave hrvatskim sportašima. Među tim filmovima, posebno se ističu dva koja se fokusiraju na Ivicu i Janicu Kostelić: "Dnevnik pobjednika" i "Gnothi Seauton" te dokumentarni filmovi o paraolimpijskoj plivačici Ani Sršen i stolnotenisačici Sandri Paović. Napisao je knjigu „365 sportskih priča” 2020. godine. Dobio je Posebna priznanje HOO-a "za osobit doprinos promicanju sporta dokumentarnim filmom" 2016. godine.
Bio je koautor četiri pjesme na prvom albumu Borisa Novkovića „Kuda idu izgubljene djevojke” 1986. godine, uključujući i naslovnu pjesmu. Boris Novković mu je kum i školski prijatelj.
U braku sa suprugom Mateom ima dvoje djece.